# Raven (band)

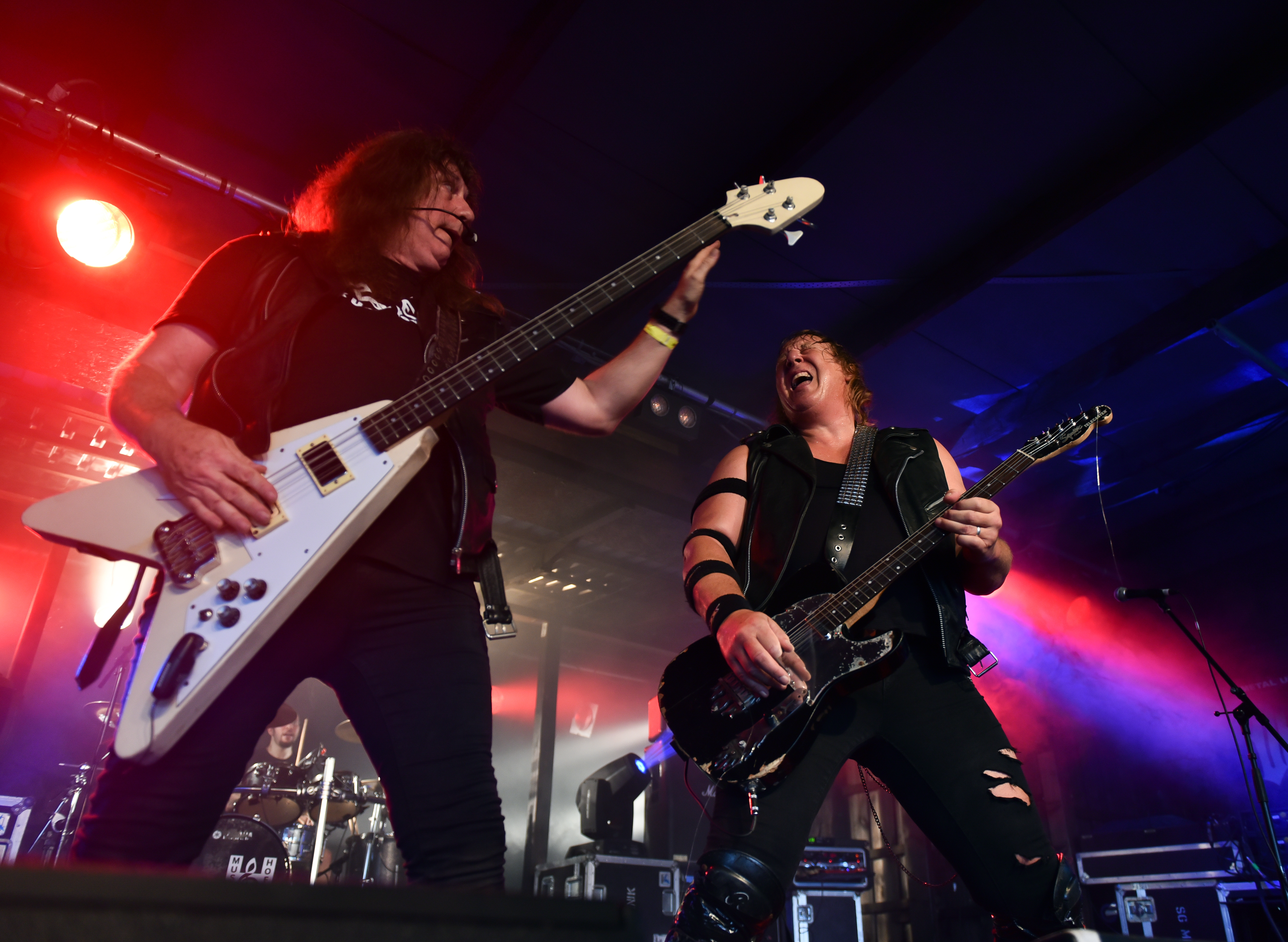
Raven op Headbangers Open Air 2017

Raven is een heavymetalband uit Newcastle upon Tyne, opgericht in 1974 door de broers John en Mark Gallagher en Paul Bowden. Raven wordt gezien als een stijlvernieuwer binnen het heavymetalgenre en maakte onderdeel uit van de new wave of British heavy metal.

## Bandgeschiedenis
Raven begint eind jaren 70 met het creëren van een eigen geluid, dat is geworteld in de Britse hardrocktraditie (The Who, The Sweet, Status Quo) en invloeden kent uit de progressieve rock. Een beïnvloeding door het punk genre zorgt uiteindelijk voor een nieuwe, inventieve muziekstijl. De band valt op door zijn energieke liveshows, het dragen van honkbal- en American-rugbykleding en kenmerkende humor. De muziekstijl wordt door de band zelf beschreven als 'athletic rock'.
Raven begint met het spelen in cafés en zalen in woonplaats Newcastle en bouwt zo aan een livereputatie. Na diverse formatiewisselingen bestaat de band in 1980 uit John Gallagher (zang, basgitaar), Mark Gallagher (gitaar) en Rob Hunter (drums). In deze bezetting wordt met het plaatselijke platenlabel Neat Records een contract getekend en de eerste single Don't Need Your Money opgenomen. Na deze single toert Raven door Engeland en mag de band openen voor bands als Ozzy Osbourne, Motörhead, Whitesnake en Iron Maiden. Hierna wordt het eerste album Rock Until You Drop opgenomen en een tournee door Italië en Nederland gemaakt. Na het tweede album Wiped Out uit 1982 krijgt de band aandacht uit Amerika. De vernieuwende muziek van new wave of British heavy metal heeft indruk gemaakt op de Amerikaanse muziekindustrie en resulteert in een nieuwe generatie Amerikaanse metalbands en aanverwante genres als speedmetal en thrashmetal. Voor Neat Records maakt Raven het derde album All for One (1983) en besluit op aandringen van Megaforce Records een tournee door Amerika te maken met in het voorprogramma het nog onbekende Metallica. Metallica heeft in 1983 net zijn debuutalbum Kill 'em All uitgebracht en doet in het voorprogramma van Raven een aantal shows tijdens de gezamenlijke tournee "Kill 'em All for One".

### Commercieel succes
Tijdens de Amerikaanse tournee van 1983 neemt Raven het livealbum Live at the Inferno op. Hierna krijgt de band aanbiedingen van grote Amerikaanse platenlabels en wordt besloten om de Amerikaanse markt te veroveren en bij Atlantic te tekenen. Raven verhuist van Engeland naar Amerika en gaat een commerciële koers varen. Deze keuze is terug te horen op de albums Stay Hard (1985) en The Pack Is Back (1986). De ep Mad uit 1986 en het album Life's a Bitch uit 1987 laten een terugkeer naar het oude geluid horen. Inmiddels is de stijl echter verouderd en ingehaald door een nieuwe generatie bands als Metallica, Slayer, Megadeth en Anthrax. Het platencontract bij Atlantic wordt door gebrek aan succes niet verlengd en drummer Rob Hunter verlaat de band om een carrière als muziekproducent te beginnen. Rob Hunter is tegenwoordig geluidstechnicus voor jazzsaxofonist Branford Marsalis.

### Na het succes
In 1987 wordt drummer Joe Hasselvander aangetrokken en een nieuw contract bij het label Combat/Relativity getekend. Het resultaat van deze nieuwe start is het album Nothing Exceeds Like Excess uit 1988. Door meningsverschillen, de opkomst van de grunge en het uiteenvallen van Combat/Relativity besluit Raven zich op de Europese en Japanse markt te richten en Amerika achter zich te laten. Het lukt Raven uiteindelijk niet om het tij te keren. Sindsdien teert de band op roem en succes uit het verleden. Raven brengt gedurende de jaren negentig een aantal albums uit die geen opmerkelijke muzikale veranderingen tonen.

### Heden
De band toert regelmatig tot in 2001 het noodlot toeslaat, gitarist Mark Gallagher breekt beide benen bij een bouwongeval. Tijdens het rehabilitatie proces neemt de band een rustpauze van 4 jaar. Pas in 2004 begint Raven weer met mondjesmaat optreden. Na een aantal Amerikaanse shows en Europese festival optredens (Bloodstock, Keep it True, Bang Your Head) voltooit de band in 2009 een nieuw album Walk through Fire. Het album wordt goed ontvangen door zowel fans als recensenten. Om het album te promoten doet de band in 2010 en 2011 een Europese en Zuid-Amerikaanse festivaltournee. In juni 2013 komt een retrospectieve dvd uit, getiteld Rock Until You Drop met livefragmenten en een carrièreoverzicht. Ook interviews met collega's Lars Ulrich, Dee Snider, Jon Z, David Ellefson en Chuck Billy zijn op de dvd te zien.

## Discografie

### Studioalbums
- Rock Until You Drop (1981)
- Wiped Out (1982)
- All for One (1983)
- Stay Hard (1985)
- The Pack Is Back (1986)
- Life's a Bitch (1987)
- Nothing Exceeds Like Excess (1988)
- Architect of Fear (1991)
- Glow (1994)
- Everything Louder (1997)
- One for All (1999)
- Walk through Fire (2009)
- ExtermiNation (2015)